# Palpomyia spinifemur
Palpomyia spinifemur är en tvåvingeart som först beskrevs av Lane 1948.  Palpomyia spinifemur ingår i släktet Palpomyia och familjen svidknott. Inga underarter finns listade i Catalogue of Life.